# 안드레이 단코

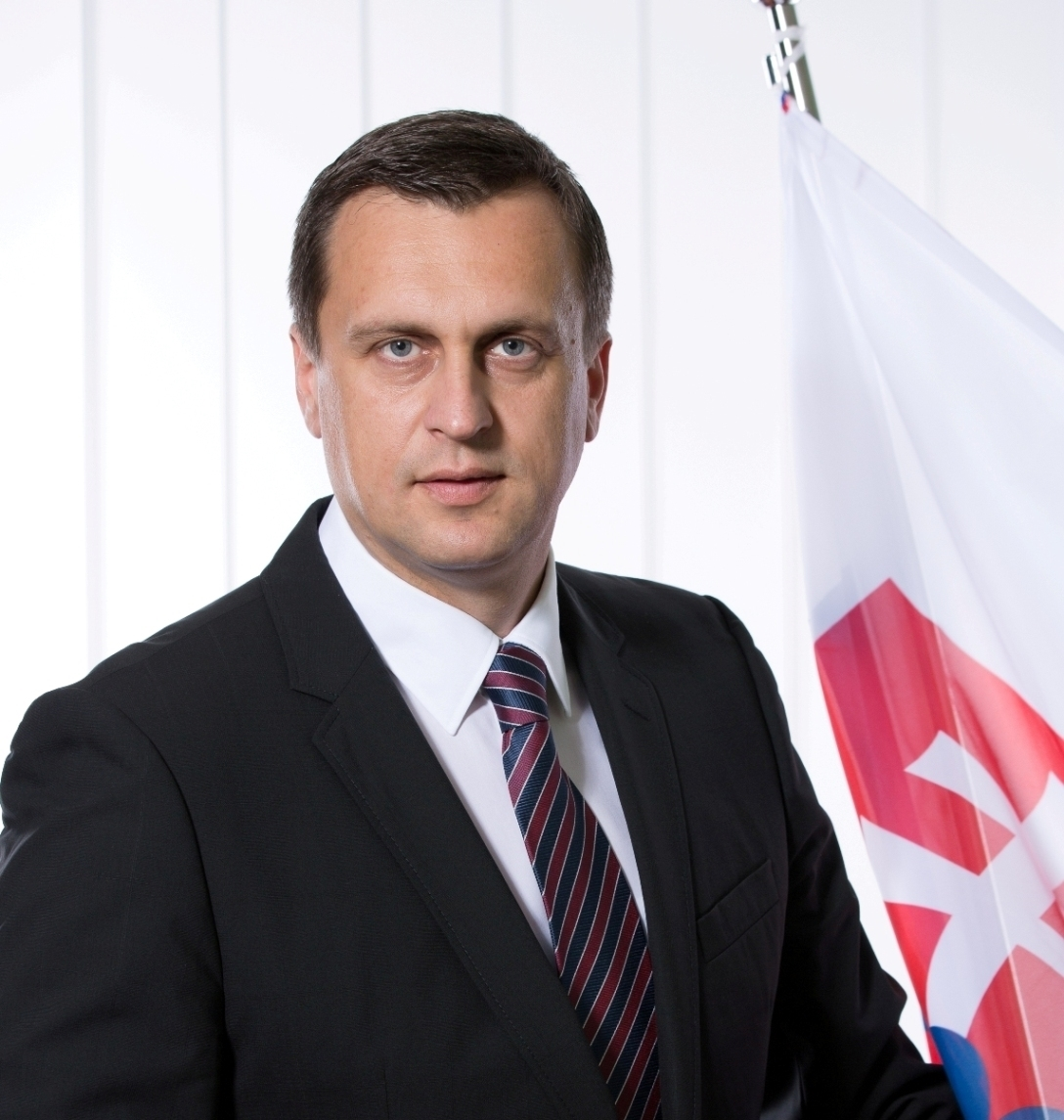
안드레이 단코

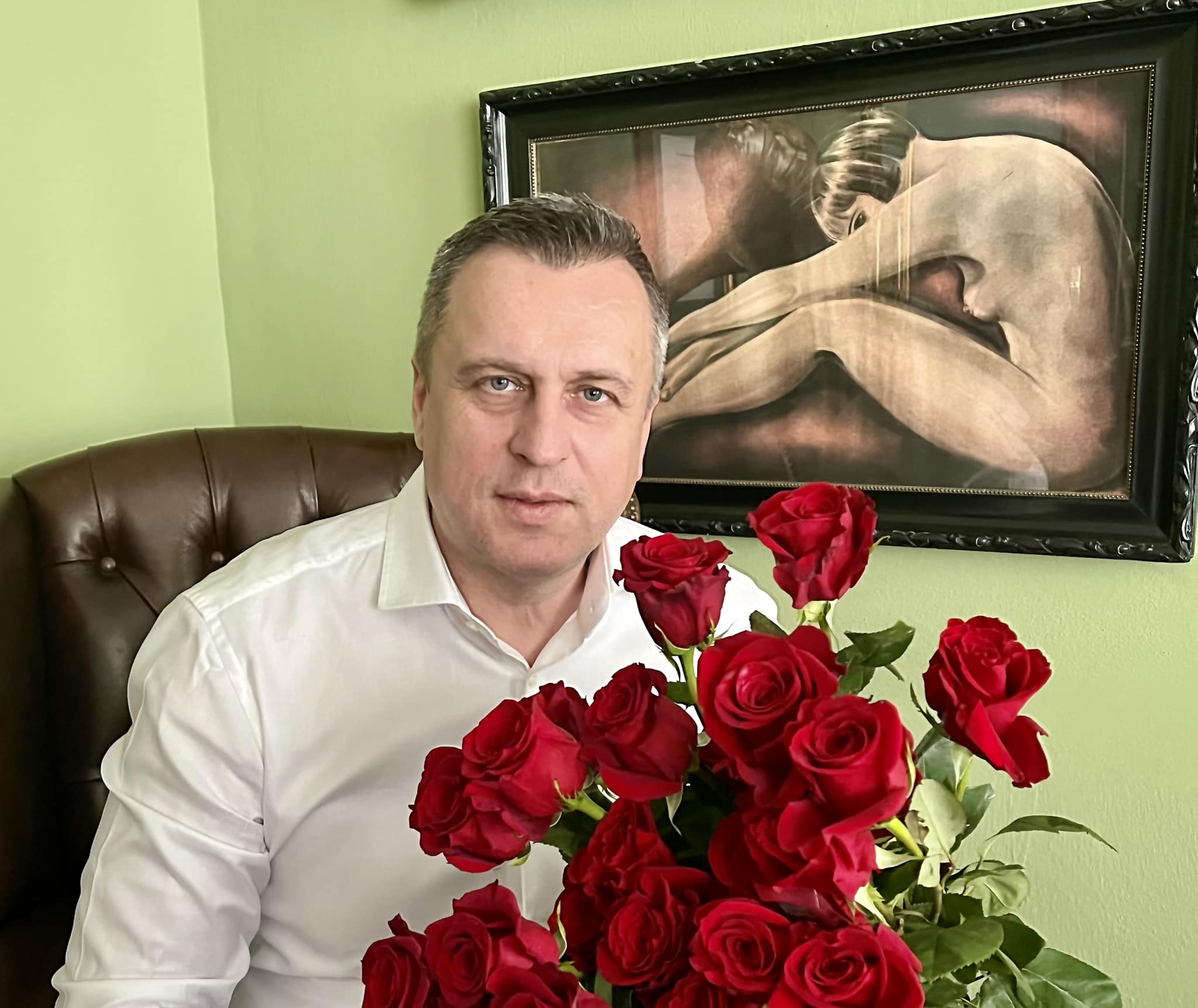
안드레이 단코 - 국제 여성의 날 2023

안드레이 단코(슬로바키아어: Andrej Danko, 1974년 12월 8일 ~ )는 슬로바키아의 정치인으로, 소프트 유럽회의주의, 민족보수주의, 사회보수주의 정당인 슬로바키아 국민당(슬로바키아어: Slovenská národná strana)의 당수로 2016년부터 슬로바키아 공화국 국민의회 의원이 되었다.
| 전임 페테르 펠레그리니 | 제9대 슬로바키아 국민의회 국회의장 2016년 3월 23일 ~ 2020년 3월 20일 | 후임 보리스 콜라르 |